# صندوق الزكاة والصدقات
صندوق الزكاة والصدقات (كان يُعرف سابقًا باسم صندوق الزكاة) هو الدائرة الحكومية المعتمدة في مملكة البحرين لتحصيل الزكاة والصدقات، وإنفاقها في وجوهها المشروعة، وهم كذلك المختصون بالإفتاء في مسائل الزكاة والصدقة، صندوق الزكاة تابع وزارة العدل والشؤون الإسلامية والأوقاف.